# 古吉利峰
46°9′54.2″N 8°5′17.5″E / 46.165056°N 8.088194°E
古吉利峰（Guggilihorn），是瑞士的山峰，位於該國南部，由瓦萊州負責管轄，屬於本寧阿爾卑斯山脈的一部分，海拔高度2,351米，每年平均降雨量2,221毫米。